# Мищенко, Дмитрий Алексеевич
Дмитрий Алексеевич Ми́щенко (укр. Дмитро Олексійович Міщенко; 1921—2016) — украинский и советский писатель.

## Биография
Родился 18 ноября 1921 года в селе Степановка Первая (ныне Мелитопольский район, Запорожская область, Украина). В 1941 году окончил Александровскую среднюю школу. Участник Великой Отечественной войны. Командир батареи полевой артиллерии, участвовал в боях на Южном, Сталинградском, Юго-Западном, Первом, Втором и Четвертом Украинских фронтах, в штурме Берлина и освобождении Праги. Член ВКП(б) с 1945 года.
В 1951 году окончил филологический факультет КГУ имени Т. Г. Шевченко, в 1954 году — аспирантуру при кафедре украинской литературы. Кандидат филологических наук.
В 1954—1956 годах работал старшим редактором в издательстве «Радянський письменник». В 1956—1961 годах — заместитель главного редактора Гослитиздата Украины.
В 1964—1973 годах — главный редактор издательства «Радянський письменник» (с 1991 года — «Український письменник»).

## Творчество
Печататься начал в 1949 году. Первый сборник рассказов — «Сыны моря» (Сини моря, 1955).
Отдельными изданиями выходили сборники рассказов «Отцовская линия» (Батьківська лінія, 1960), «Судьба поэта» (Доля поета, 1961), «Девичьи глаза» (Очі дівочі, куда вошла повесть «Батальон необмундированных» (Батальйон необмундированих, 1964), «Охота на жар-птицу» (Полювання на жар-птицю, 1990) и другие.
Д. Мищенко — автор исторического романа «Сиверяне» (Сіверяни, 1959), романов «Ветры приносят грозу» (Вітри приносять грозу, 1968), «Честь рода» (Честь роду, 1977), «Высший закон» (Найвищий закон, 1978), и других.
Произведения Мищенко переведены на русский, болгарский, словацкий и английский языки.

## Избранные произведения
- Историческая трилогия — романы «Синьоока Тивер», «Лихі літа ойкумени», «Розплата» (1983—1987)
- «Полювання на жар-птицю» (1990)
- «Бунтівний князь» (1993)
- «Згубні вітри над оазою» (журнальный вариант — «Між Сціллою і Харибдою») (1997)
- «Не полишу тебе самотньою»
- «Sic volo ceasar»
- «Відлуння Лисої гори»
- Исторические повести — «Останній подвиг невольника», «Дике поле»
- Роман «І станеш ти шукать її сліди» и др.

## Награды и премии
- Орден Отечественной войны I степени (23 мая 1944)
- Орден Красной Звезды (4 декабря 1944)
- Медали
- Национальная премия Украины имени Тараса Шевченко (1993) за сборники произведений «Охота на Жар-птицу», «Лично ответственен»
- Литературная премия имени А. А. Фадеева